# 張一棟
張一棟（1549年—1618年），字任甫，号起東，福建漳州府平和縣人，民籍，明朝政治人物。

## 生平
萬曆十年（1582年）壬午科福建鄉試四十五名舉人，萬曆十四年（1586年）丙戌科會試二十五名，登三甲第一百一名進士。兵部观政，本年六月授廣東新興縣知縣，十六年二月调繁番禺县，十六年入觐，十七年正月降二级，二月改保定府儒學教授。丁外艱，服除，二十一年補徽州府教授，二十二年升國子監助教，二十五年推升南户部主事，二十七年晉员外郎，巡视鳳陽倉。二十八年晉郎中，三十年出守廣西平樂府，三十一年调端州（肇庆府），三十三年丁憂。三十五年京察降为同知两淮。三十八年官至姚安府知府，为御史弹劾罢官。四十六年卒，年七十。

## 家族
曾祖張宗富；祖父張弘貴；父張大志。母陳氏。具庆下。兄一梴、一杨。弟一柱、一榗（生员）、一楠（生员）、一芝（生员）、鳴謙（生员）、一梓、鳴珂。